# Jezioro Ryńskie
Jezioro Ryńskie (deutsch: Rheiner See, auch Rheinscher See) ist ein See auf dem Gebiet der polnischen Stadt Ryn (Rhein) im Powiat Giżycki in der Woiwodschaft Ermland-Masuren. 
Der See ist ca. 7 km lang und maximal 1 km breit. Er ist bis zu 51 m tief. 
Südlich schließt sich der Jezioro Tałty (Talter Gewässer) an. Beide gehören zur Masurischen Seenplatte.